# Tepuibasis rubicunda
Tepuibasis rubicunda – gatunek ważki z rodziny łątkowatych (Coenagrionidae).